# Unterseeboot 310
Le Unterseeboot 310 (ou U-310) est un sous-marin allemand (U-Boot) de type VII.C utilisé par la Kriegsmarine (marine de guerre allemande) pendant la Seconde Guerre mondiale.

## Construction
L'U-310 est un sous-marin océanique de type VII C. Construit dans les chantiers de Flender Werke AG à Lübeck, la quille du U-310 est posée le 30 janvier 1942 et il est lancé le 3 janvier 1943. L'U-310 entre en service 1,5 mois plus tard.

## Historique
Mis en service le 27 février 1943, l'Unterseeboot 310 reçoit sa formation initiale à Danzig dans la 8. Unterseebootsflottille jusqu'au 31 juillet 1944, puis l'U-310 rejoint son formation de combat à Saint-Nazaire dans la 7. Unterseebootsflottille. Le 5 septembre 1944, à la suite de l'avancée des forces alliées et pour éviter sa capture, l'U-310 rejoint la 13. Unterseebootsflottille à Trondheim.
L'Unterseeboot 310 effectue six patrouilles dans lesquelles il coule deux navires marchands ennemis pour un total de 14 395 tonneaux au cours de ses 138 jours en mer.
En vue de la préparation de sa première patrouille, il quitte Kiel le 12 juin 1944 sous les ordres de l'Oberleutnant zur See Wolfgang Ley pour rejoindre Marviken en Suède le 14 juin 1944. Dix jours plus tard, le 24 août 1944, il appareille de Marviken pour rejoindre Egersund deux jours plus tard, le 25 août 1944
Pour sa première patrouille, il quitte le port d'Egersund le 13 septembre 1944 pour rejoindre, neuf jours plus tard, celui de Narvik le 21 septembre 1944.
Sa sixième patrouille part du le port de Bogenbucht (de) en Norvège le 13 février 1945. Après 46 jours en mer, l'U-310 rejoint le port de Harstad le 30 mars 1945.

Quatre jours plus tard, le 3 avril 1945, il appareille pour Trondheim qu'il atteint le 7 avril 1945.
Après la défaite de l'Allemagne nazie, l'U-310 se rend aux forces alliées le 9 mai 1945, à Trondheim.
Inapte à la navigation, l'U-310 n'est pas convoyé au Royaume-Uni. Il est démantelé sur place en mars 1947.

## Affectations successives
- 8. Unterseebootsflottille à Danzig du 27 février 1943 au 31 juillet 1944 (entrainement)
- 7. Unterseebootsflottille à Saint-Nazaire du 1er août au 4 septembre 1944 (service actif)
- 13. Unterseebootsflottille à Drontheim du 5 septembre 1944 au 8 mai 1945 (service actif)

## Commandement
- Oberleutnant zur See Klaus Friedland du 24 février au 26 septembre 1943
- Oberleutnant zur See Wolfgang Ley du 27 septembre 1943 au 9 mai 1945

## Patrouilles
|       | Commandant         | Départ            | Départ     | Arrivée           | Arrivée    | Jours     | Succès   |
| ----- | ------------------ | ----------------- | ---------- | ----------------- | ---------- | --------- | -------- |
|       | Oblt. Wolfgang Ley | 12 juin 1944      | Kiel       | 14 juin 1944      | Marviken   | 3 jours   |          |
|       | Oblt. Wolfgang Ley | 24 août 1944      | Marviken   | 25 août 1944      | Egersund   | 2 jours   |          |
| 1     | Oblt. Wolfgang Ley | 13 septembre 1944 | Egersund   | 21 septembre 1944 | Narvik     | 9 jours   |          |
| 2     | Oblt. Wolfgang Ley | 25 septembre 1944 | Narvik     | 3 octobre 1944    | Narvik     | 9 jours   | 14 395   |
| 3     | Oblt. Wolfgang Ley | 14 octobre 1944   | Narvik     | 11 novembre 1944  | Harstad    | 29 jours  |          |
| 4     | Oblt. Wolfgang Ley | 22 novembre 1944  | Harstad    | 14 décembre 1944  | Harstad    | 23 jours  |          |
| 5     | Oblt. Wolfgang Ley | 25 décembre 1944  | Harstad    | 5 janvier 1945    | Bogenbucht | 12 jours  |          |
| 6     | Oblt. Wolfgang Ley | 13 février 1945   | Bogenbucht | 30 mars 1945      | Harstad    | 46 jours  |          |
|       | Oblt. Wolfgang Ley | 3 avril 1945      | Harstad    | 7 avril 1945      | Trondheim  | 5 jours   |          |
| Total | Total              | Total             | Total      | Total             | Total      | 138 jours | 14 395 t |

Note : Oblt. = Oberleutnant zur See 

### Opérations Wolfpack
L'U-310 a opéré avec les Wolfpacks (meute de loups) durant sa carrière opérationnelle.
1. Feuer (17 septembre 1944 - 19 septembre 1944)
2. Zorn (26 septembre 1944 - 1er octobre 1944)
3. Grimm (1er octobre 1944 - 2 octobre 1944)
4. Regenschirm (14 octobre 1944 - 16 octobre 1944)
5. Panther (16 octobre 1944 - 10 novembre 1944)
6. Stier (25 novembre 1944 - 13 décembre 1944)
7. Hagen (17 mars 1945 - 21 mars 1945)

## Navires coulés
L'Unterseeboot 310 a coulé deux navires marchands ennemis pour un total de 14 395 tonneaux au cours des six patrouilles (128 jours en mer) qu'il effectua.
| Date              | Nom                | Nationalité | Tonnage (GRT) | Convoi | Fait  |
| ----------------- | ------------------ | ----------- | ------------- | ------ | ----- |
| 29 septembre 1943 | Edward H. Crockett | USA         | 7 176         | RA-60  | Coulé |
| 29 septembre 1943 | Samsuva            | Royaume-Uni | 7 219         | RA-60  | Coulé |

### Source et bibliographie
- (en) Cet article est partiellement ou en totalité issu de l’article de Wikipédia en anglais intitulé « German submarine U-310 » (voir la liste des auteurs).
- Chris Bishop, historien militaire (trad. de l'anglais par Christian Muguet), Les sous-marins de la Kriegsmarine : 1939-1945 : le guide d'identification des sous-marins [« The spellmount submarine identification guide : Kriegsmarine U-boats 1939-1945 »], Paris, Éd. de Lodi, 2008, 192 p. (ISBN 978-2-84690-327-1, OCLC 470721805, BNF 41298980)